# Fliperama

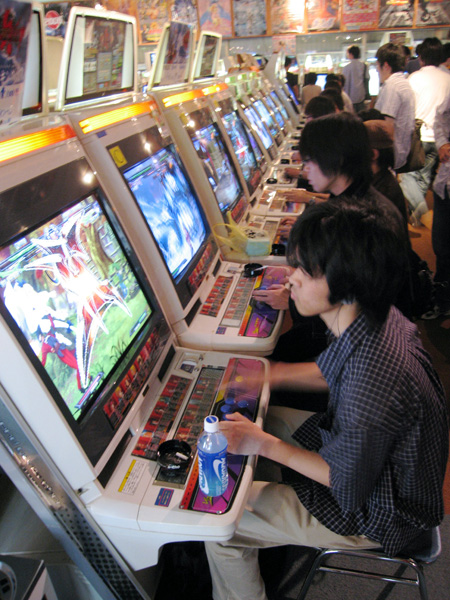
Fliperama em Kyoto, Japão.

Fliperama (português brasileiro) ou salão de jogos (português europeu) é um estabelecimento destinado ao uso de máquinas do tipo "pinball" , o nome "flipper" vem das alavancas usadas para controlar a bola em pinball. O termo pode remeter ainda às máquinas de "arcade" propriamente ditas. Apesar desta última definição ser a mais distante da original, é atualmente a mais utilizada, devido ao fato de as máquinas do tipo "arcade" serem em maior número do que as máquinas de "pinball" em quase todos os fliperamas.